# Гленн Теодор Сіборг
Гленн Теодор Сіборг (англ. Glenn Theodore Seaborg; 19 квітня 1912 — 25 лютого 1999) — американський фізик та хімік, удостоєний 1951 року Нобелівської премії з хімії (спільно з Едвіном Макмілланом) за синтез плутонію і інших трансуранових елементів.
Народився 19 квітня 1912 в Ішпемінгу (штат Мічиган). Закінчив Каліфорнійський університет в Лос-Анджелесі (1934). Отримав ступінь доктора філософії в Каліфорнійському університеті в Берклі (1937). З 1945 був професором, в 1958—1961 — ректором Каліфорнійського університету в Берклі.
Роботи Сіборга з отримання трансуранових елементів мали величезне значення для розвитку атомної енергетики і створення атомної бомби. Спільно з Макмілланом Сіборґ синтезував плутоній (1940—1941), брав участь у відкритті ряду трансуранових елементів: америцію, кюрію (1944), берклію (1949) та інших. 1942 року висловив гіпотезу про існування сімейства актиноїдів, що зіграло велику роль в прогнозі властивостей важких трансуранових елементів. У періодичну систему елементів актиноїди були вставлені після лантаноїдів. У 1942—1946 працював в Металургійній лабораторії в Чиказькому університеті над проблемою промислового отримання плутонію для атомної бомби. Він був відповідальним за багатоступеневі хімічні процеси, які відділяли, концентрували та ізолювали плутоній. У 1945 році підписав звернення до уряду США («Доповідь Франка») з проханням не проводити атомні бомбардування японських міст. З 1946 по 1950 був членом загального консультативного комітету Комісії з атомної енергії (КАЕ). З 1946 до 1958 виконував обов'язки директора відділення ядерної хімії Каліфорнійського університету в Берклі. У 1954—1956 і з 1971 — був заступником директора Радіаційної лабораторії в Берклі, яку заснував Ернест Орландо Лоуренс. З 1961 по 1971 за запрошенням президента Джона Ф. Кеннеді займав посаду голови КАЕ. У 1963 р. вів переговори про укладення Договору про заборону випробувань ядерної зброї. У 1971 Ґленн Сіборґ повернувся до університету Берклі.
Нагороджений медалями Перкіна (1957), Б. Франкліна (1963), Національною науковою медаллю США (1991) та іншими. Лауреат премії Енріко Фермі (1959).
Помер в Лафаєті (шт. Каліфорнія) 25 лютого 1999 року.
На честь Ґленна Сіборґа було названо хімічний елемент сіборгій.